# 理查德·劳伦斯
理查德·劳伦斯（英語：Richard Lawrence，1906年7月22日—1974年6月），美国男子雪车运动员。他曾代表美国参加1936年冬季奥林匹克运动会雪车比赛，获得男子双人铜牌和男子四人第六名。